# Doug Riley
Doug „Doc“ Riley, CM, (* 12. April 1945 in Toronto als Douglas Brain Riley; † 27. August 2007 in Calgary) war ein kanadischer Keyboarder, Pianist, Arrangeur, Komponist und Musikproduzent.

## Leben und Wirken
Riley spielte als Jugendlicher R&B in Toronto in der Band The Silhouettes. Nach einer pianistischen Ausbildung am Royal Conservatory of Music studierte er von 1964 bis 1967 an der University of Toronto Komposition bei John Weinzweig und Musikethnologie bei Mieczyslaw Kolinski. In seiner Forschungsarbeit beschäftigte er sich mit der Musik der Irokesen. Nach seinem Studienabschluss 1967 arbeitete er in verschiedenen musikalischen Genres wie Jazz, klassische Musik, Filmmusik und Ballettmusik. Er schrieb auch Musik für etwa 2000 Jingles, arrangierte ab Ende der 1960er Jahre Musik für die TV-Sender CTV sowie CBC und war 1968 Arrangeur und Keyboarder bei dem Ray Charles Album Doing His Thing.
In den folgenden Jahren arbeitete er mit seiner Pop-Band Doctor Music, einem 16-köpfigen Vokal- und Instrumentalensemble. Die erfolgreichsten Singles von Doctor Music waren One More Mountain to Climb (1971), Sun Goes by (1972) und Long Time Comin' Home (1972). Er betätigte sich auch als Jazzmusiker, zu hören beispielsweise auf Dreams sowie einem Duo-Album mit Guido Basso (A Lazy Afternoon, 1997) und einem Beitrag für die Jazz-Kompilation From Canada With Love 1990 begann er häufiger live aufzutreten; 1993 bildete er mit dem Saxophonisten Phil Dwyer ein Quartett. Ende der 1990er Jahre zog er sich jedes Jahr für vier Monate auf die Prince Edward Island zurück, blieb aber weiterhin als Komponist und Musiker aktiv. Im Laufe seiner Karriere arbeitete Riley als Musiker und Produzent auch mit David Clayton-Thomas, Moe Koffman, Plácido Domingo, Ringo Starr, Gordon Lightfoot, Anne Murray, Sylvia Tyson, Dan Hill und Bob Seger.
Riley komponierte u. a. ein Streichtrio, ein Konzert für Piano und Orchester (1982), ein Konzert für Streichquartett und Holzbläser (1983), das mit Moe Koffman und dem Orford String Quartet uraufgeführt wurde, sowie die Baroque Suite Nr. 1 für Kammerorchester (1985). Seine vierteilige Prince Edward Island Suite, eine symphonische, Jazz-beeinflusste Komposition für die Toronto Sinfonietta, führte er 2002 gemeinsam mit dieser und seinem Doug Riley Quartet auf.
Er verstarb im August 2007 an einem Herzinfarkt.

## Preise und Auszeichnungen
Riley wurde mit seiner Produktion Tommy Ambrose at Last als bestes Jazzalbum 1981 für den Juno Award nominiert. 1993–2000 war er Jazz Organist of the Year der Jazz Report Awards. 2004 wurde er mit dem Order of Canada ausgezeichnet.

## Diskographische Hinweise
- Doctor Music (RCI, 1977)
- Dreams (1975, mit Don Thompson, Claude Ranger, Michael Stuart)
- Dr Music (EP – CTL, 1984)
- Stride (2005)
- You Can’t Make Peace (2007)